# M Clan
M Clan är en rockgrupp bildad 1992-1993 i Murcia i Spanien. Bandet startades av Carlos Tarque (sångare i M Clan; före detta medlem av bandet Hurones) samt Ricardo Ruipérez (gitarrist i M Clan, före detta Farmacia de Guardia- medlem). 
Bandets stora förebilder inom musik är The Black Crowes (M Clan kallas för “los Black Crowes españoles” = de spanska Black Crowes), The Allman Brothers Band, Led Zeppelin, The Rolling Stones, The Beatles, ELO, Tom Petty och Los Suaves.

## Historia
Gruppens första namn var ”Los Mierda” (på svenska ungefär ”skitarna”), som de snabbt bytte till ”Murciálagos” (ordlek med Murcia och murciélagos = fladdermöss). 1993 fick ”Murciálagos” nya medlemmar och skiftade då samtidigt namn till ”El clan de los murciélagos” (fladdermusklanen). De nya medlemmarna var Santiago Campillo (gitarr), Pascual Saura (bas), Juan Antonio Otero (trummor) och Iñigo Uribe (piano/orgel). Strax efter deras inträde ändrades bandnamnet till M Clan. Samma år spelade de in en singel på skivbolaget Subterfuge, de tänkte också spela in en LP, men bestämde sig för att göra det de tyckte bäst om, att spela livekonserter.
Det dröjde två år innan de spelade in sitt första album ”Un buen momento” i Memphis, USA för skivbolaget Dro East West. Anledningen att de ville spela in sitt album i USA, är att M Clans musik har sina rötter i Southern Rock. Detta album innehåller låtar som ”Se calienta”, ”Perdido en la ciudad” och “Un buen momento”. När albumet släpptes på marknaden gjorde bandet en stor turné och efter turnén påbörjades arbetet på nästa platta.
1997 släpptes M Clans andra album med namnet ”Coliseum”. Även detta album är inspelat i Nordamerika, nu i Toronto, Kanada. Det blev en stor turné efter detta album också. Skivorna fick bra recensioner, men såldes inte i så många exemplar som man hade hoppats på. Nu började gruppen turnera tillsammans med kända internationella och nationella band som till exempel Bon Jovi, Gun, Extremoduro och Rosendo.
Ännu ett album påbörjades, den här gången fick de hjälp av en riktig hitmakare, Alejo Stievel som har producerat musik till många artister, bland andra Joaquín Sabina och La Oreja de Van Gogh. Iñigo Uribe lämnar bandet och ersätts av före detta Flauters-medlemmen Luis Prado.
Den tredje skivan som släpptes 1999 med namnet ”Usar y tirar” blev en succé mycket tack vare covern på Steve Miller Bands låt ”Serenade” som görs i både spansk och engelsk tappning. Carlos Tarque skriver den spanska texten till ”Serenade” som på spanska heter ”Llamando a la tierra”. Detta blev det riktiga uppsvinget för M Clan. Nu äntligen lyckas gruppen sälja så mycket plattor som de hoppades på och mycket mer, ”Usar y tirar” säljer platina.
År 2000 nomineras M Clan till MTVs bästa Latinoband och påbörjar ännu ett album. Den här gången är det dock i en miljö de föredrar att spela på, nämligen live.
Den 23 november 2000 spelar de in sitt fjärde album ”Sin enchufe”. Konserten är en unplugged-konsert där de spelar sina hits och flera covers bland annat Rod Stevarts Maggie May (Maggie despierta), Paint it black av Rolling Stones (Todo negro) och så klart deras största hit ”Llamando a la tierra”.
År 2001 lämnade Santiago Campillo gruppen, men de andra bestämmer sig för att fortsätta ändå. 2002 kom ”Defectos personales” ut, som spelades in i södra Frankrike. Skivan producerades av Nigel Walker (producerar bland annat Hombres G och La Oreja de Van Gogh). Skivan följdes av konserter i 15 spanska städer.
År 2004 släppte M Clan ett nytt album ”Sopa fría” som spelades in i Frankrike och Madrid. Producent var Stiefel igen, medproducent var Richard Dodd, som bland annat har spelat in Tom Petty, ELO, George Harrison. Att M Clan gillar att göra covers märker man även på detta album. Albumet ”Sopa fría” innehåller en cover på Kinks ”Lola”.

## Diskografi
- Un buen momento (1995)
- Coliseum (1997)
- Usar y tirar (1999)
- Sin enchufe (2001)
- Defectos personales (2002)
- Sopa fría (2004)
- Retrovisión (1995-2006)
- Memorias de un espantapájaros (2008)
- Para no ver el final (2010)
- Arenas Movedizas (2012)
- Delta (2016)